# ガストン・ネサン
ガストン・ネサン（Gaston Naessens、1924年3月16日 - 2018年2月16日）は、フランスの生物学者。フランス北部ノール県ルーベ生まれ。
マルサン・バロウル校を卒業後、リール大学で物理、化学、生物学の集中講座を受ける（医学専攻でもなく、医師免許も所持していない）。
1960年代にカナダのケベック州に移住し、研究所を設立する。1997年より健康食品会社 CERBE Distribution Inc. の代表を務め、自身が開発した代替医療品714-Xの販売を行っている。

## ソマチッド
ソマチッド（英: Somtid、ソマチットとも）とはネサンが「ヒトの血液中に極微小な生命体が存在する」とした仮説のこと。もしくはその生命体のことを指す。生物学・医学的に存在を認められておらず、科学的研究の対象ではない。

### ソマトスコープ
ソマトスコープ（英: Somatoscope）は、ネサンが独自に発明したと主張する光学顕微鏡。倍率は最大3万倍、分解能0.015μmの超光学顕微鏡で、通常科学の認識を超えた異例の性能であると言われている。

### ネサンの説
ソマトスコープで人の血液を観察し、その中に不思議な微小生命体が存在する事を確認したとし、それを「ソマチッド」と命名した。
彼は癌や他の難病患者の血液から発見したソマチッドが健康な人から採取したもの異なった形態をもつことを発見し、それを健康な人の物と同じ状態に戻す薬剤の開発を始めた。
その方法は動物実験や臨床試験ではなく、ソマチッドを観察しながらその形態が回復する薬草を見つけ出すというものであった。
また、ネサンはこの仮説に基づいた治療によって、多数の癌患者を治癒せしめたと主張した。
ただし、ネサンは医師免許を持たないため、法的に医療行為をできない。そのため、カナダの厚生省から告訴された。

### ソマチッドサイクル
ソマチッドサイクルは、ソマチッドが胞子、バクテリア、細菌状など16段階のパターン変容を1サイクルとして繰り返すことから、ネサンが命名したもの。
彼によると健康な人の体内では、ソマチッド、胞子、二重胞子の3段階のサイクルで変化する。しかし病的な因子によってソマチッドは細菌、バクテリア、酵母に似た形態を含む16段階のサイクルに変化し、癌などの免疫不全疾患の発症に関連するとしている。
ネサンによる癌の原因およびメカニズムについての理論は、現在の科学的知見と一致していない。

## 714-X
観察の末、彼はクスノキの樹液に注目し、それを製剤化。免疫強化剤「714-X」と命名した。714-Xの名前は、ガストン・ネサンのイニシャル（GとN：アルファベットの第7と第14の文字）、および彼の出生年である1924年の24からアルファベットの第24の文字「X」をとって命名された。
714-Xは、リンパ組織（鼠径リンパ節）に注射で投与する方法、もしくは吸入器（ネブライザー）を使って肺から吸収させる方法で用いられ、あらゆる種類の癌に対して投与開始後3週間で、完治率75%の治癒率を示したと主張された。
714-Xは、窒素、アンモニウム塩、塩化ナトリウム、エタノールなどと結合したカンファー（樟脳）から成る製剤であると宣伝された。アメリカ食品医薬品局（FDA）の分析によれば、94%の水と5%の硝酸塩、1.4%のアンモニウム、各1パーセント未満のエタノール、ナトリウム、塩化物および0.01%未満の樟脳から構成されているとの報告がある。
人に対する安全性及び治癒効果についての論文は発表されておらず、また実施された動物実験の結果は報告されていない。アメリカがん協会は、「714-Xが癌やその他の病気に対して治癒的効果を持つという科学的証拠は確認できなかった」と報告している。
この714-Xが薬品として正式に認可されていない時期、ネサンは薬事法違反で摘発された。カナダに移住した後は、714-X投与によって末期癌患者が死亡したという嫌疑での訴訟が起こり、最も重ければ殺人罪で終身刑もあり得たが、X-714使用者たちによって結成された「ガストン・ネサンを守る会」の活動もあり、無罪となった。その後カナダにおいて714-Xは末期の癌患者への使用が認可された（この認可を受けたものには、「通常療法に見放された末期の癌患者に限って、使用を許可する」として、カウンセリングや食事療法など患者の心理的な安心を図るための幅広い治療法が含まれる）。